# Diana Krall
Diana Jean Krall [krɔ:l], född 16 november 1964 i Nanaimo i British Columbia, är en kanadensisk jazzpianist och sångerska.

## Hennes tidiga år
Krall växte upp i en musikalisk familj. Hon började lära sig spela piano vid fyra års ålder. Hennes familj flyttade till Vancouver. I high school började hon att spela i en jazzgrupp. Från 15 års ålder spelade hon på flera av Nanaimos restauranger.
Basisten Ray Brown, som tyckte om hennes sätt att spela, ordnade så att hon kom i kontakt med goda lärare och producenter. Krall vann vid 17 års ålder ett stipendium vid Vancouver Jazz Festival som bestod av studier vid Berklee College of Music i Boston, USA. Efter tre terminer flyttade hon till Los Angeles i Kalifornien för att studera för pianisten Jimmy Rowles, som hon även började sjunga med. 1990 flyttade Krall till New York. Hon uppträdde också under en period på Hotel St Jörgen i Malmö.

## Professionell karriär
År 1993 gav Krall ut sitt första album, Stepping Out, som hon spelade in tillsammans med John Clayton och Jeff Hamilton. Producenten Tommy LiPuma blev intresserad av denna inspelning och han producerade hennes andra album Only Trust Your Heart (1995).
Hennes tredje inspelning, All For You (A tribute to the Nat King Cole trio) (1996), blev nominerad till en Grammy och hamnade i 70 veckor på "Billboard jazz charts". Love Scenes (1997) blev snabbt en framgång med Kralls trio, Russell Malone (gitarr) and Christian McBride (kontrabas).
Johnny Mandel gjorde orkesterarrangemangen till hennes album When I Look in Your Eyes (1999), hon blev åter nominerad till en Grammy, och fick ett pris som "Best Jazz Musician of the Year". Skivan The Look of Love (2001) fick platina-status och hamnade på topp 10 på Billboard 200. The Look of Love blev nummer ett på Canadian albums chart och sålde fyrfaldig platina i Kanada. Titelspåret från detta album nådde nummer 22 på "The adult contemporary chart".
I september 2001 startade Krall sin världsturné. Hennes konsert på l'Olympia i Paris spelades in och detta resulterade i hennes första liveinspelning. Diana Krall – Live in Paris toppade "Billboard jazz charts". 
2003 gifte hon sig med Elvis Costello. Han uppmuntrade henne att börja skriva sin egen musik och text och tillsammans har de gjort albumet The Girl in the Other Room som släpptes i april 2004, och som snabbt hamnade på Top 5 i Storbritannien och på "the Australian top 40 album charts".

## Diskografi

### CD
- 1993 – Stepping Out (Justin Time Records)
- 1995 – Only Trust Your Heart (GRP Records)
- 1996 – All for You (Impulse!)
- 1997 – Love Scenes (Impulse!)
- 1999 – When I Look in Your Eyes (Verve)
- 2001 – The Look of Love (Verve)
- 2002 – Live in Paris (Verve) (Finns även som 130 minuters DVD)
- 2004 – The Girl in the Other Room (Verve)
- 2005 – Christmas Songs (Verve)
- 2006 – From This Moment On (Verve)
- 2007 – The Very Best of Diana Krall (Verve)
- 2009 – Quiet Nights (Verve)
- 2012 – Glad Rag Doll (Verve)
- 2015 – Wallflower (Verve)
- 2017 – Turn Up the Quiet (Verve)
- 2018 – Love Is Here to Stay (med Tony Bennett)
- 2020 – This Dream of You (Verve)

### DVD
- 2002 – Live in Paris
- 2004 – Live at Montréal Jazz Festival
- 2009 – Live in Rio